# Дубіївка (Черкаський район)
Дубі́ївка — село в Україні, у Черкаському районі Черкаської області, підпорядковане Русько-Полянській сільській громаді. У селі мешкає 3360 людей.

## Адміністративно-територіальний поділ
Дубіївка — село, центр сільської ради Черкаського району Черкаської області. У ХІХ столітті село Білозерської волості Черкаського повіту Київської губернії. Село належить до історико-етнографічного регіону Середнє Подніпров'я (Наддніпрянщина).

## Історія Дубіївки
Про село вперше згадано в описі Черкаського староства за 1622 р., в якому воно назване Дубієвим хутором.
Існує дві легенди про походження хутора. Одна з них стверджує, що назва пішла від прізвища господаря хутора Дубія. Інша — що хутір знаходився посеред дубового гаю, який був неприступною природною фортецею.
Точних підтверджень, що Дубіївка колись була козацьким поселенням немає, але точно відомо: в Білозерській сотні, яка дислокувалася по сусідству і входила до складу Черкаського полку, могло бути багато дубіївчан.
Поза будь-яким сумнівом вихідці з села брали участь у національно-визвольній війні 1648—1657 рр. Також Дубіївка була причетною до подій Коліївщини, оскільки, за переказами, місцевий сосновий бір став в 1768 р. притулком для великого гайдамацького загону. У тому ж таки XVIII ст. Дубіївку оминула гірка доля кріпацтва. Цей феномен історики пояснюють тим, що густі дубові ліси були приписані до військових поселень Катеринославської і Херсонської губерній, а їх південно-західна частина під назвою «лісова дача» (пізніше «корабельний гай») була віддана для потреб Чорноморського флоту.
10 лютого 1920 року у Дубіївці під час Зимового походу зупинялася на короткий відпочинок Київська збірна дивізія Армії УНР, очолювана Юрієм Тютюнником.

## Населення

### Мовний склад
Рідна мова населення за даними перепису 2001 року:
| Мова       | Чисельність, осіб | Доля     |
| ---------- | ----------------- | -------- |
| Українська | 3 225             | 95,98 %  |
| Російська  | 114               | 3,39 %   |
| Інше       | 21                | 0,63 %   |
| Разом      | 3 360             | 100,00 % |

## Географія

### Розташування
Село розташоване в лісостеповій зоні в Дністровсько-Дніпровській фізико-географічній провінції. Має вигідне географічне положення, поблизу обласного центру м. Черкас, на шляху шосе Черкаси — Шпола — Умань та Черкаси — Городище. Через місцевість проходить гілка Одеської залізниці до смт Ірдинь.

### Рельєф і ґрунти
Місцевість розташована в межах Придніпровської височини на Ірдино-Тясминській низовині. Рельєф території рівнинний, абсолютні висоти коливаються в межах 90-110 м з незначними відносними амплітудами висот. Завдяки особливостям ґрунтоутворюючих порід у даній місцевості немає яружно-балкової мережі. Місцевість не дренується річками. З водойм є лише штучні канали, які тимчасово заповнюються водою під час злив, танення снігу. З морфоскульптурних форм рельєфу є лише еолові, біогенні та антропогенні.
Поширеними є дерново-слабопідзолисті, болотні, лучні, лучно-чорноземні ґрунти, солонці, чорноземи типові малогумусні, чорноземи опідзолені. Ґрунти переважно легкого механічного складу, виділяються порівняно невисокою родючістю.

### Водна система
На території даної місцевості не протікає жодна річка, є лише шість невеликих ставків антропогенового походження. Значними є запаси ґрунтових вод, які забезпечують місцеве населення у питній воді.

### Корисні копалини
Територія приурочена до Українського щита, проте виходів архей-протерозойських порід тут немає, оскільки вони перекриті товщею антропогенових порід, а саме: давньоалювіальними відкладами та рихлими легкосуглинистими породами. Територія небагата на корисні копалини (високоякісні будівельні піски та глина). Є перспективи на видобуток залізних руд невисокої якості.

### Клімат
Клімат території помірно-континентальний. Радіаційний баланс становить 40 ккал/см². Більша частина припадає на теплий період року, особливо на травень-вересень. Переважаючими вітрами є західні та північно-західні при середній швидкості 3-8 м/с. Середні температури січня −5,9°С, липня +20,1°С. Середньорічна температура становить +7,3°С. Річна кількість опадів становить 480—520 мм. Кількість днів з опадами досягає 130—150 днів на рік. Серед несприятливих та стихійних метеорологічних явищ частими є посухи, грози, град, зливові опади, сильний вітер, туман, ожеледь.

### Флора і фауна
Всього флора території нараховує близько 800 видів вищих рослин, з яких 18 занесено до Червоної книги України.

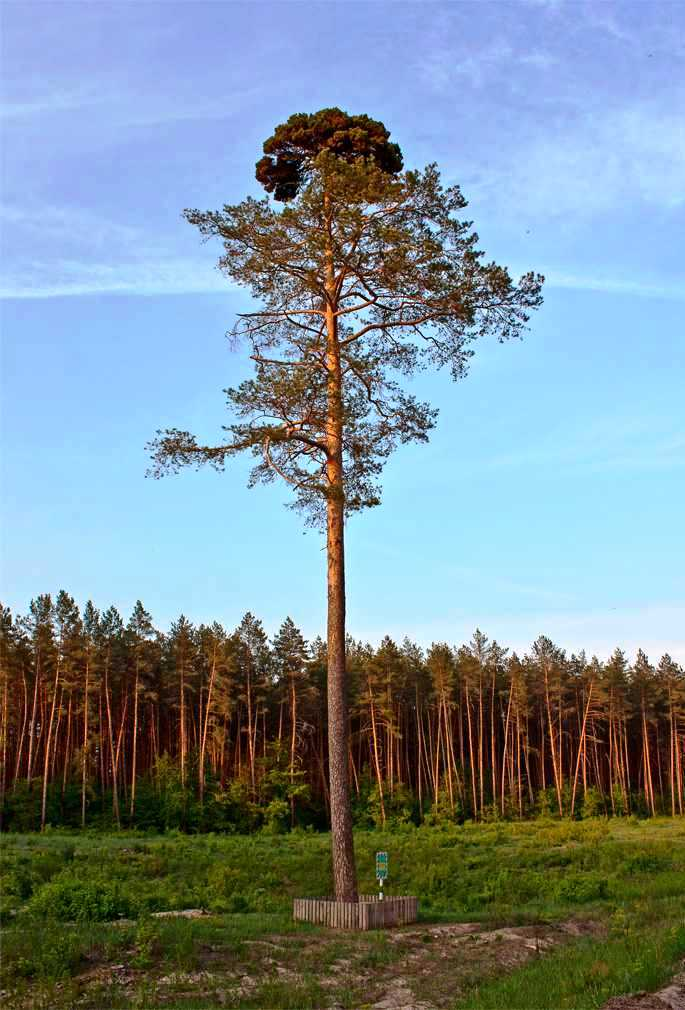
Пам'ятник природи сосна «Відьмина мітла»

Тут переважають соснові та дубово-соснові ліси, що мають дво- і чотириярусну будову. Перший ярус, висотою ‒ 24-28 м, займає сосна звичайна (до 65 % від усіх деревних порід). Другий ярус ‒ 15-20 м ‒ дуб черешчатий, граб звичайний, клен ясенелистий та гостролистий, липа серцелиста, трохи рідше ‒ береза поникла. Чагарниковий третій ярус в більшості не розвивається, однак місцями досягає висоти 2 м. На місці пожеж проростає бузина чорна та глід кривочашечковий. У складі підліску (четвертий ярус) ‒ бузина червона, клен татарський, горобина звичайна. Із нижчих чагарників ‒ зіновать руська та дрік красильний. Трав'яний покрив складають світлолюбиві види ‒ куничник наземний, польовиця тонка, орляк звичайний, конвалія травнева. Звичайними видами є сон-трава чорніюча, дзвоники круглолисті, дібровник звичайний, перстач піщаний та сріблястий, віхолка гілляста, герань криваво-червона, гвоздика дельтовидна, чебрець дніпровський, ковила дніпровська, чистотіл, розрив-трава, пирій, костриця лучна, підмаренник справжній, суниці лісові, нечуй-вітер волохатий, деревій звичайний, іноді — верес звичайний та зимолюбка зонтична.
У системі зоогеографічного районування Черкаський бір відноситься до Центрального лісостепового зоогеографічного округу правобережжя Дніпра. Великих тварин у ньому немає. Тут водяться вепри, сарни, лисиці, зайці, куниці, вивірки, ондатри та бобри. З рідкісних тварин тут зустрічаються кутора мала, мишівка степова, тхір степовий, борсук, норка європейська та єнот уссурійський. З птахів поширені жовтобровий та весняний вівчарики, зяблики, синиця велика, дрізд чорний, сова сіра, дятел великий строкатий та інші. Багато в Черкаському бору плазунів: черепаха болотяна, веретільниця, ящірка зелена, вуж звичайний, гадюка звичайна), земноводних (тритон звичайний та гребінчатий, ропуха сіра, квакша) та комах.

## Особи, пов'язані з селом
- Сидоренко Марко Лук'янович (2 серпня 1915 — 27 березня 1945) — військовий льотчик, Герой Радянського Союзу[5];
- Сидорін Сергій Володимирович (нар. 26 листопада 1987) — капітан, заступник командира батальйону спеціального призначення Національної гвардії України, нагороджений Орденом «За мужність ІІІ ступеня» за особисту мужність і героїзм, виявлені у захисті державного суверенітету та територіальної цілісності України.
- Станкус Артур Альбертасович (? — 2024) — солдат Збройних сил України, учасник російсько-української війни. Герой України (посмертно).
- Шпак Валерій Кирилович (19 жовтня 1943, Дубіївка — 27 червня 2008) — доктор філологічних наук, професор, декан лінгвістичного факультету Черкаського державного технологічного університету, завідувач кафедри прикладної лінгвістики ЧДТУ, академік Української Академії наук національного прогресу та Нью-Йоркської Академії наук, заслужений працівник освіти України.
- Тищенко Михайло Петрович — співак (тенор), народний артист України (2019).

## Галерея

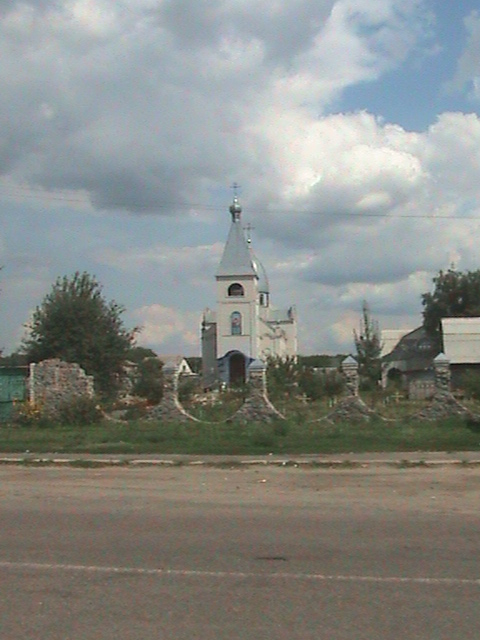
Церква
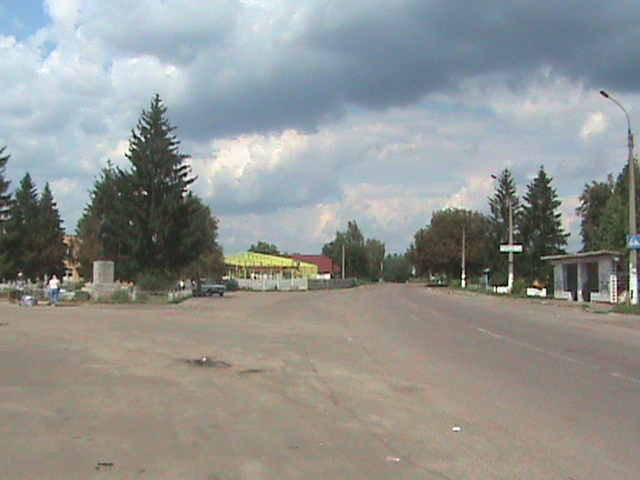
Центр
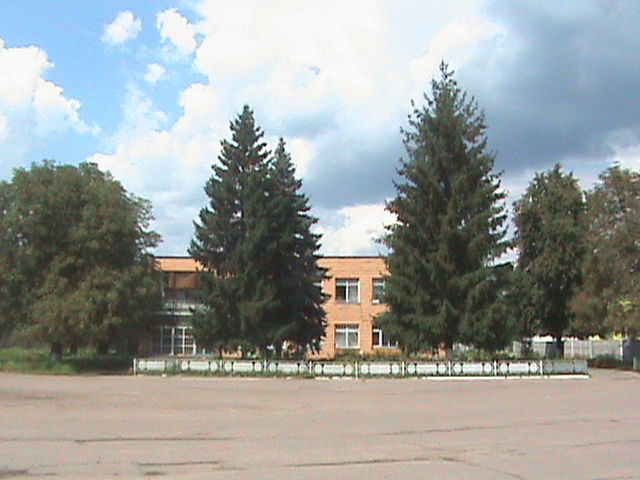
Центр села
Обеліск слави
Меморіал воїнам Другої світової війни
Пам'ятник воїнам Другої світової війни
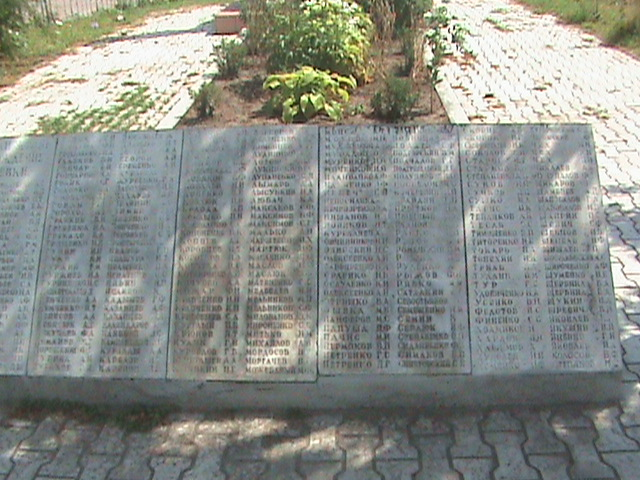
Могильна плита на меморіалі воїнам Другої світової війни